# アスランベク・シェリポフ
アスランベク・ジェマルディノヴィチ・シェリポフ（ロシア語: Асланбек Джемалдинович Шерипов, ラテン文字転写: Aslanbek Dzhemaldinovich Sheripov、1897年 - 1919年9月11日）は、チェチェン人の革命家。

## 生涯
1897年、ロシア帝国テレク州グロズヌイ（ヴェジェノ、セルジェニ・ユルトとも）でチェチェン人の官吏の家庭に生まれた。後に反ソ反乱の指導者となるマイルベクは弟。ピョートル・ポルタヴァ士官候補生隊 (ru) で学んだが、将官への進路を拒否して1915年にグロズヌイの軍学校に移った。この頃にシェリポフはチェチェン民族音楽の収集も行っている。
1917年に軍学校を卒業し、翌1918年4月にゴイトゥイで開かれたチェチェン最初のソビエトの指導者となった。同年にはテレク州ソビエトの第2回から第5回までの大会に出席し、チェチェン人を代表してロシア社会主義連邦ソビエト共和国人民委員会議の権力を承認した。8月にはテレク・ソビエト共和国民族問題人民委員、12月には無任所人民委員を務めた。8月から11月にかけてはチェチェン赤軍司令官としてグロズヌイ防衛を指揮し、北カフカースが白軍に制圧された際には、ニコライ・ギカロとともにゲリラを率いてアントーン・デニーキンの軍隊と戦った。また、シェリポフの軍はグロズヌイを追われたロシア人労働者を山間の村々に匿った。その後、シェリポフは翌1919年にボリシェヴィキ党員となるも、同年9月11日にヴォズドヴィジェンスカヤで戦死した。
その後、シャトイ地区の村には「アスランベク・シェリポヴォ」という名が付けられ、グロズヌイの通りにもシェリポフの名が冠され、また市内の人民友好広場 (ru) にはギカロ、ガプル・アフリエフ (ru) とともにシェリポフの記念碑が建てられた。ハリド・オシャエフ (ru) は1958年に小説『アスランベク・シェリポフ』を発表し、またシェリポフを主人公とする映画（ユーリー・マスチューギン (ru) 監督、ドミトリー・ゾロトゥーヒン (ru) 主演）も1985年に公開されている。